# クレオメデス
クレオメデス（Cleomedes、Κλεομήδης、1世紀頃、生没年不明）は、ギリシャの天文学者、ストア派の哲学者である。

## 人物
『天体の回転運動について』という天文学書の著者である。
生没年も伝わっておらず、著書にロードスのポセイドニオス（紀元前135年-紀元前51年）についての言及があって、プトレマイオス（85年-165年）に触れていないことから、1世紀頃の人物とされた。20世紀の科学史家・数学者オットー・ノイゲバウワー (Otto Neugebauer) はクレオメデスの観測記録から4世紀頃の人物の可能性があるという説をだしているが、確定されていない。
2巻の著書は、天文学の基礎を著したものである。著述の目的は科学的な目的というより、哲学上のものであるようで、エピクロス派の宇宙論にたいする批判に多くがさかれている。
この書物の天文学史的な価値は、現在失われているポセイドニオスの著作を伝えていることである。月食が地球の影によるものであり、地球が球体であることを示すとしている。恒星の大きさは太陽より大きく、太陽からみると地球が非常に小さい星であるとした。
この著書はまた紀元前3世紀にエラトステネスが地球の周長を計ったという有名な話が初めてかかれている本である。
月のクレーターに命名されている。